# صالح المطلک
صالح مطلک (به عربی: صالح محمد المطلک؛ زاده ۱ ژوئیه ۱۹۴۷) یک سیاستمدار عراقی و دبیرکل جبهه گفتگوی ملی عراق پنجمین لیست سیاسی در پارلمان عراق است. وی از ۲۱ دسامبر ۲۰۱۰ تا ۱۱ اوت ۲۰۱۵، یکی از سه معاون نخست‌وزیر عراق بود.

## زندگی‌نامه
صالح مطلک متولد اول ژوئیه ۱۹۴۷ در شهرستان فلوجه در استان الانبار در غرب عراق می‌باشد. وی از عشیره الصبیحات یکی از عشایر عراق در جنوب در استان ناصریه می‌باشد، این عشیره همچنین در سامرا و فلوجه و بغداد و در بسیاری از کشورهای عربی گسترش یافته‌است.
در تاریخ دوم ماه مارس ۱۹۹۲ ازدواج کرد. وی در سال ۱۹۶۴ از دبیرستان حبانیه در استان الانبار در غرب عراق دیپلم گرفت و وارد دانشکده کشاورزی – بخش خاک‌شناسی دانشگاه بغداد گردید؛ و درحالی که دانشجوی دانشکده کشاورزی بود رئیس اتحادیه ملی آن گردید. او در سال ۱۹۶۸ از این دانشکده فارغ‌التحصیل گردید و از سال ۱۹۷۱تا ۱۹۶۸ در سمت استادی در بخش خاک‌شناسی دانشکده کشاورزی دانشگاه بغداد مشغول شد. وی سپس به دانشگاه آبردین در اسکاتلند برای تکمیل تحصیلات خود پیوست و رئیس سازمان دانشجویان عرب و دبیرکل اتحادیه زیست شناسان در همین دانشگاه گردید. وی در سال ۱۹۷۴ در رشته مهندسی زیست‌شناسی دکترا گرفت و سپس به عراق بازگشت و به عنوان پژوهشگر علمی در مؤسسه پژوهش‌های علمی دانشگاه بغداد مشغول کار گردید. وی سپس مدیرکل مرکز پژوهش‌های زیست‌محیطی و سپس دبیرکل پژوهش‌های علمی در وزارت آموزش عالی و دبیرکل اتحادیه جمعیت‌های علمی عراق گردید. وی سپس به عنوان استاد دانشگاه بغداد مشغول کار شد. آنگاه صالح مطلک به کار در بخش کشاورزی خصوصی روی آورد که به کشاورزی در مساحت‌های وسیعی در مناطق مختلف عراق از جمله در استان‌های کوت و دیالی و انبار پرداخت. او از اولین تولیدکنندگان گندم و جو در دوران محاصره علیه عراق از سال ۱۹۹۱ بود.

## فعالیت‌ها
صالح مطلک عضو فعالی در حزب سوسیالیست بعث عراق بود که در سال ۱۹۷۷ از آن جدا شد. بعد از اشغال عراق توسط آمریکا در سال ۲۰۰۳ صالح مطلک به عنوان دبیرکل حزب دمکراتیک میانه و یکی از سیاستمداران عراقی مخالف فرقه گرایی در انتخابات ماه دسامبر ۲۰۰۵ شرکت کرد بود. وی جبهه گفتگوی ملی عراق، یک لیست عرب سنی را تشکیل داد که به گفته جبهه وی یک تشکل فرقه‌ای نیست. در این انتخابات او به عضویت پارلمان عراق درآمد و جبهه وی ۱۱کرسی از ۲۷۵کرسی را بدست آورد. او در سه دوره انتخابات عراق شرکت کرد اما درعین حال می‌گفت که انتخابات عراق سالم نیست و در نتایج تقلب شده‌است.
بنا به گزارش خبرگزاری‌ها، مطلک خواهان اتحاد همه فرقه‌ها و گروه‌های قومی در عراق می‌باشد و به کنار گذاشتن اختلافات فراخوان داده‌است.

## فعالیت در کابینه
صالح مطلک به عنوان معاون نخست‌وزیر عراق در کنار حسین الشهرستانی، تحت نخست‌وزیر عراق نوری المالکی منصوب شده بود. با نخست‌وزیری حیدر عبادی او به عنوان معاون نخست‌وزیر در کنار هوشیار زیباری و بهاء اعرجی در دولت عبادی منصوب شد.
در ۹ اوت ۲۰۱۵ حیدر عبادی نخست‌وزیر عراق بسته‌ای مصوبات و اصلاحات را اعلام نمود که در این بسته لغو منصب‌های ریاست جمهوری (نوری مالکی و ایاد علاوی و اسامه نجیفی) و معاونان نخست‌وزیر (بهاء اعرجی و صالح مطلک و روژ نوری شاویس) در پاسخگویی به درخواست‌های مردمی را اعلام نمود. شورای وزیران دولت عراق این قوانین را تصویب نمود. در تاریخ ۱۱ اوت سال ۲۰۱۵ در پارلمان عراق به حذف سه پست معاون نخست‌وزیر و معاون رئیس‌جمهوری رای داده شد.

## زندگی شخصی
صالح مطلک و خانواده اش بارها مورد تهدید و خشونت قرار گرفتند، پس از انتخابات سال ۲۰۰۵ یکی از برادران وی ربوده و به قتل رسید و چند تن از محافظان او کشته شدند.